# 175 هـ
175 هـ هي سنة في التقويم الهجري امتدت مقابلةً في التقويم الميلادي بين سنتي 791 و792.

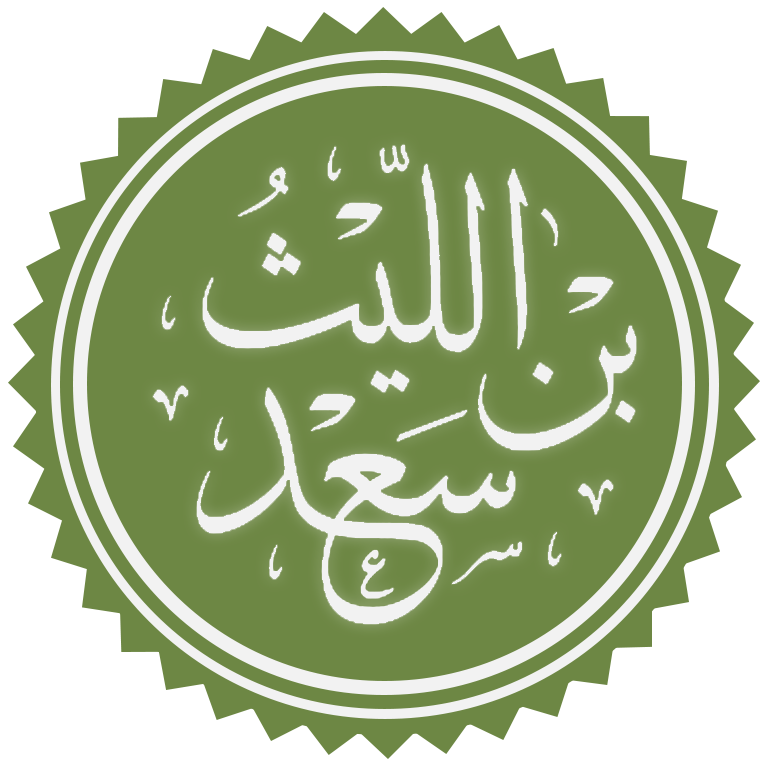
الليث بن سعد

## مواليد
- سفيان بن سوادة التميمي من قادة الدولة الأغلبية

## وفيات
- القاسم بن معن
- الليث بن سعد
- المسيب بن زهير